# Kampung Bogor
Kampung Bogor is een bestuurslaag in het regentschap Kepahiang van de provincie Bengkulu, Indonesië. Kampung Bogor telt 2277 inwoners (volkstelling 2010).